# 2489 Suvorov
2489 Suvorov је астероид главног астероидног појаса са средњом удаљеношћу од Сунца која износи 3,102 астрономских јединица (АЈ).
Апсолутна магнитуда астероида је 12,0.